# 세포 접착

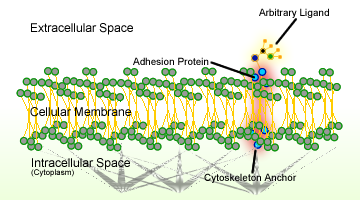
세포 접착의 모식도

세포 접착(細胞接着, 영어: cell adhesion)은 세포가 세포 표면의 특수 분자를 통해 상호작용하고 이웃 세포에 부착되는 과정이다. 세포 부착(細胞附着)이라고도 한다. 이 과정은 세포 연접과 같은 세포 표면 사이의 직접적인 접촉이나 세포가 주변 공간으로 방출되는 분자를 포함하는 젤 같은 구조인 주변 세포외 기질에 세포가 부착되는 간접적인 상호작용을 통해 일어날 수 있다. 세포 접착은 세포 표면에 위치한 막횡단 단백질인 세포 접착 분자(CAM) 사이의 상호작용으로 일어난다.

## 같이 보기
- 세포 연접
- 세포 접착 분자